# Héctor Méndez (futbolista uruguayo)
Héctor Gerardo Méndez Silva (n. Rocha, Uruguay; 21 de octubre de 1963) es un exfutbolista uruguayo, que jugó como volante y militó en diversos clubes de Uruguay, Chile y Colombia. Tuvo un excelente paso por el Atlético Junior de Colombia, club donde jugó en 2 ciclos distintos. Quedó campeón con Atlético Junior en 1993 y 1995.

## Clubes
| Club                 | País     | Año       |
| -------------------- | -------- | --------- |
| Huracán Buceo        | Uruguay  | 1986-1987 |
| Deportivo Pereira    | Colombia | 1988-1989 |
| Atlético Bucaramanga | Colombia | 1990-1991 |
| Peñarol              | Uruguay  | 1992      |
| Junior               | Colombia | 1992-1995 |
| Unión Española       | Chile    | 1996      |
| Junior               | Colombia | 1997-1999 |
| Rocha                | Uruguay  | 2000-2002 |
| Atenas de San Carlos | Uruguay  | 2003      |